# Cepam
(À ne pas confondre avec le Centre d'Etude et de Perfectionnement de l'Artisanat et des Métiers de Paris, une Chambre de métiers et de l'artisanat en France.)
CEPAM est l'abréviation de la Compagnie Européenne de Produits pour l'Agencement et le Meuble.
Anciennement PRB (Profil Rougier Berg), la société a changé de nom en 1989 pour ne plus être confondue avec la société vendéenne PRB (Produits de Revêtement du Bâtiment)
Depuis 2008, l'entreprise explore un modèle économique, la SCOP, pour sortir de la crise. Cette tentative aboutit à une mise en liquidation judiciaire en décembre 2011 par manque de financements structurés et durables. 

## Historique
- 1980 : création de l'entreprise PRB par le groupe Rougier[3] et le groupe Berg sur l'ancien site Mussy Emballages
- 1989 : changement de nom en CEPAM et absorption de la filiale Cardineau
- 1992 : fermeture de l'usine voisine Stratocéan appartenant à la société ROL (alors contrôlée par le groupe Saint-Gobain), ce site est repris par CEPAM pour accroître sa production
- 1993 : cession de l'activité bois moulé (Cardineau) au groupe Hess
- 1999 : décès du dirigeant historique de l'entreprise
- 2003 : cession de la société par le groupe Rougier à un petit groupe de repreneurs
- 2004 : rachat par le groupe Herlobe[4]
- 2008 : après avoir fait l'objet d'un plan de sauvegarde depuis le début de l'année, la société est en cessation de paiement fin juillet

- Le 21 novembre 2008, la visite de l'entreprise par Ségolène Royal, présidente de la région Poitou-Charentes, bénéficie de la médiatisation de l'élection au poste de premier secrétaire du Parti socialiste[5]
- Le 3 décembre 2008, le tribunal de commerce de Niort confirme la reprise sous forme de SCOP par ses salariés à partir du 1er janvier 2009.
- Le 20 mars 2009, la présentatrice Laurence Ferrari est venue tourner un reportage qui a été diffusé le 25 mars 2009 dans le journal de 20 heures de TF1. Cette édition spéciale était consacrée aux Français qui se battent contre la crise économique[6].
- Le 8 septembre 2009, l'émission C dans l'air utilise un reportage sur la CEPAM pour illustrer un débat intitulé Les syndicats dans la tourmente[7].
- Le 5 octobre 2011, l'entreprise est de nouveau mise en redressement judiciaire à la suite d'un manque structurel de financement alors que le marché et les commandes sont au rendez-vous[8].
- Le 7 décembre 2011, l'entreprise est placée en liquidation judiciaire par le tribunal de commerce de Niort.
- Le 13 février 2012, Ségolène Royal fait entrer le Conseil régional de Poitou-Charentes au capital de l'entreprise en compagnie du fonds d'investissement Syntagma Capital représenté par Sébastien Kiekert Le Moult[9].
- Le 3 avril 2012, la société redémarre son activité sous le nom Rolpam (Rolpin+Cepam)[10].
- Le 8 mars 2013 Rolpam est placée en redressement judiciaire.
- Le 23 avril 2014 le redressement est converti en liquidation. Un groupe japonais reprend Rolpin mais pas Rolpam et 117 personnes sont licenciées[11].
- Le 14 avril 2017 intervient la clôture pour insuffisance d'actif.

## Produits
- Principalement des moulures à base de MDF revêtues d'un placage, d'un papier décor ou d'un papier mélaminé
- CEPAM est aussi en mesure de travailler des supports en bois massif, en PVC, en Acier ou en Aluminium

## Marché
- CEPAM possède 2 typologies de clients.
- D'une part les industriels du meuble, les cuisinistes et les fabricants de menuiserie, en produisant et commercialisant des moulures, des portes de cuisines ou de salles de bains...
- D'autre part des négociants, grandes surfaces de bricolage et autres réseaux spécialisés, en produisant et commercialisant une gamme de Lambris, une gamme de Plinthes avec accessoires et une gamme de Plans de travail

#### Articles de presse
- L'Usine Nouvelle du 18 décembre 2008
- Quand des salariés sauvent leur entreprise, un article sur CEPAM
- L'article de la Nouvelle République sur le tournage du journal de TF1 du 21 mars 2009
- L'article du 25 mars 2009 sur SCOP Entreprises